# Suchdol nad Lužnicí
Pour les articles homonymes, voir Suchdol.
Suchdol nad Lužnicí (en allemand : Suchenthal) est une ville du district de Jindřichův Hradec, dans la région de Bohême-du-Sud, en République tchèque. Sa population s'élevait à 3 608 habitants en 2024.

## Géographie
Suchdol nad Lužnicí est arrosée par la rivière Lužnice et se trouve à 15 km au sud-sud-est de Třeboň, à 30 km au sud-sud-est de Jindřichův Hradec, à 31 km à l'est-sud-est de České Budějovice et à 136 km au sud-sud-est de Prague.
La commune est limitée par Cep, Hamr et Chlum u Třeboně au nord, par Rapšach à l'est, par Halámky, Dvory nad Lužnicí, Hranice et Nové Hrady au sud, et par Petříkov et Jílovice à l'ouest.

## Histoire
La première mention écrite de la localité date de 1362.

## Administration
La commune se compose de cinq sections :
- Bor
- Hrdlořezy u Suchdola nad Lužnicí
- Klikov (comprend le hameau de Františkov)
- Suchdol nad Lužnicí
- Tušť

## Jumelage
- Brand-Nagelberg (Autriche)

## Source
- (cs) Cet article est partiellement ou en totalité issu de l’article de Wikipédia en tchèque intitulé « Suchdol nad Lužnicí » (voir la liste des auteurs).